# Primera División de baloncesto 1974-75
La temporada 1974-75 de la Liga Española de Baloncesto fue la decimonovena edición de dicha competición. La formaron 12 equipos equipos, tres menos que la temporada antrerior, en un único grupo, jugando todos contra todos a doble vuelta. El último clasificado descendió directamente, mientras que los clasificados en los puestos 10 y 11 disputaron la promoción junto al segundo y tercero de la Segunda División, para determinar qué equipos jugarían la temporada siguiente en la máxima categoría. Comenzó el 27 de octubre de 1974 y finalizó el 30 de marzo de 1975. El campeón fue por decimoséptima vez el Real Madrid CF.

## Equipos participantes
| Equipo           | Sede                    |
| ---------------- | ----------------------- |
| FC Barcelona     | Barcelona               |
| Real Madrid CF   | Madrid                  |
| CB L'Hospitalet  | Hospitalet de Llobregat |
| UDR Pineda       | Pineda de Mar           |
| Club Águilas     | Bilbao                  |
| Club Juventud    | Badalona                |
| Círculo Católico | Badalona                |
| CD Manresa       | Manresa                 |
| CB Estudiantes   | Madrid                  |
| Club YMCA España | Madrid                  |
| CE Mataró        | Mataró                  |
| CD Vasconia      | Vitoria                 |

## Clasificación
| Pos. | Equipo                       | Pts. | PJ | G  | E | P  | GF   | GC   | Dif. | Clasificación o descenso           |
| ---- | ---------------------------- | ---- | -- | -- | - | -- | ---- | ---- | ---- | ---------------------------------- |
| 1    | Real Madrid (C)              | 60   | 22 | 20 | 0 | 2  | 2288 | 1705 | +583 | Clasificado para la Copa de Europa |
| 2    | Barcelona                    | 57   | 22 | 19 | 0 | 3  | 2019 | 1614 | +405 | Clasificado para la Copa Korać     |
| 3    | Juventud Schweppes           | 49   | 22 | 16 | 1 | 5  | 1850 | 1613 | +237 | Clasificado para la Copa Korać     |
| 4    | YMCA España                  | 33   | 22 | 11 | 0 | 11 | 1891 | 1870 | +21  |                                    |
| 5    | Manresa La Casera            | 30   | 22 | 9  | 3 | 10 | 1697 | 1650 | +47  |                                    |
| 6    | Círculo Católico             | 30   | 22 | 10 | 0 | 12 | 1768 | 1885 | −117 |                                    |
| 7    | Estudiantes Aguas Monteverde | 24   | 22 | 8  | 0 | 14 | 1781 | 1911 | −130 | Clasificado para la Copa Korać     |
| 8    | Vasconia                     | 24   | 22 | 8  | 0 | 14 | 1711 | 1874 | −163 |                                    |
| 9    | CB L'Hospitalet              | 22   | 22 | 7  | 1 | 14 | 1700 | 1858 | −158 |                                    |
| 10   | Club Águilas                 | 22   | 22 | 7  | 1 | 14 | 1697 | 1931 | −234 | Promoción de descenso              |
| 11   | Pineda                       | 21   | 22 | 7  | 0 | 15 | 1667 | 1951 | −284 | Promoción de descenso              |
| 12   | Ignis Mataró                 | 21   | 22 | 7  | 0 | 15 | 1741 | 1948 | −207 | Descenso                           |

 Fuente: Linguasport
| Campeón 1974-75 |
| --------------- |
| Real Madrid     |

## Promoción de descenso
| Equipo 1      | Agr.    | Equipo 2     | Ida   | Vuelta |
| ------------- | ------- | ------------ | ----- | ------ |
| RC Náutico    | 164–166 | Club Águilas | 88–69 | 76–97  |
| CB Granollers | 131–141 | UDR Pineda   | 65–64 | 66–77  |

## Máximos anotadores
| Pos. | Nombre            | Equipo | Puntos | Partidos | PPP  |
| ---- | ----------------- | ------ | ------ | -------- | ---- |
| 1.   | Ray Price         | VAS    | 708    | 22       | 32.2 |
| 1.   | Bob Gords         | HOS    | 565    | 18       | 31.4 |
| 3.   | Walter Szczerbiak | RMA    | 659    | 22       | 30.0 |
| 4.   | John Johnson      | PIN    | 609    | 21       | 29.0 |
| 5.   | John Coughran     | YMC    | 589    | 22       | 26.8 |
| 6.   | Ed Johnson        | MAN    | 517    | 21       | 24.6 |
| 7.   | Leo Franz         | AGU    | 526    | 22       | 23.9 |